# Joseph Desflèches
Eugène Jean Claude Joseph Desflèches, né le 13 février 1814 à Jonage et mort le 8 novembre 1887 à Montbeton, est un missionnaire français de la Société des Missions étrangères de Paris qui fut vicaire apostolique du Setchouan oriental (aujourd'hui archidiocèse de Chongqing, à l'époque Tchountsin ou Tchongking) en Chine et le premier évangélisateur de cette contrée.
Mgr Desflèches était le cousin germain de l'abbé Gaspard Deguerry, curé de la Madeleine fusillé pendant la Commune de Paris.

## Biographie

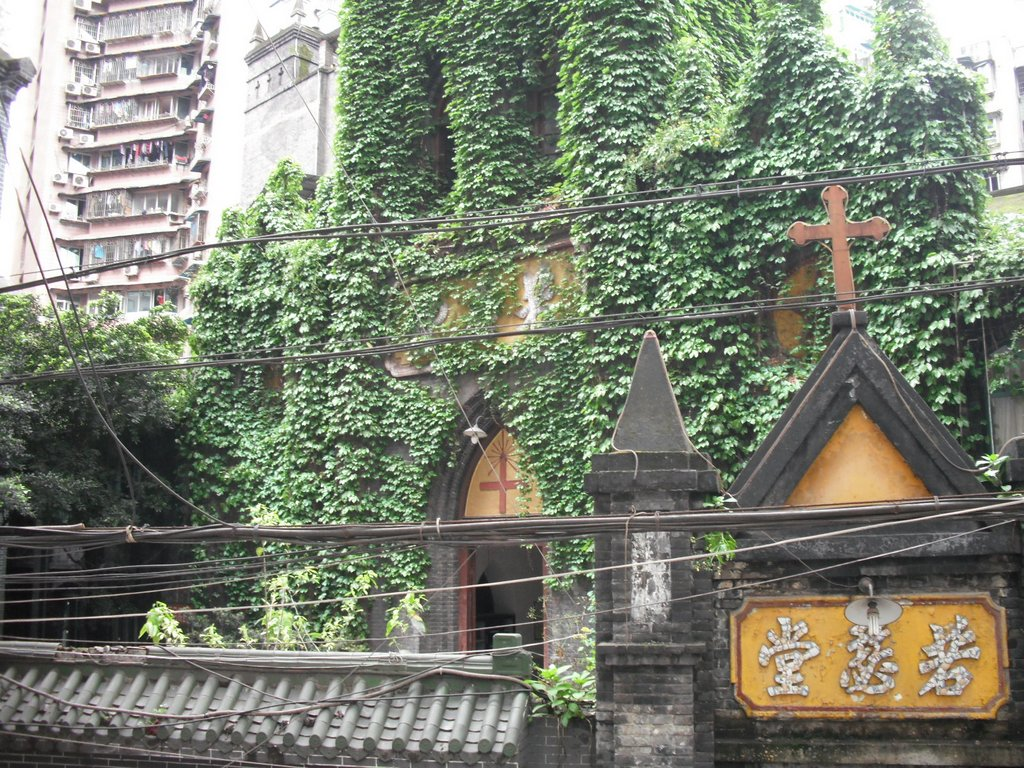
La cathédrale Saint-Joseph de Tchongking (Chongqing) construite par Mgr Desflèches, photographie de 2013

Joseph Desflèches poursuit ses études à la Maîtrise Saint-Pierre de Lyon, puis au petit séminaire de Verrières et au séminaire d'Aix et enfin au grand séminaire de Grenoble en 1833. Il entre en tant que diacre au séminaire des Missions étrangères de paris en avril 1837. Il est ordonné prêtre huit mois plus tard, le 23 décembre 1837. Il est nommé par Grégoire XVI évêque in partibus infidelium de Sinite (de) en 1843. En 1856, Pie IX charge Mgr Joseph Desflèches, responsable du Setchouan, de choisir un vicaire pour la mission de Lhassa : il retient Mgr Thomine-Desmazures. Mgr Desflèches est nommé par Pie IX vicaire apostolique du Setchouan oriental en 1857. L'évêché est à Tchongking (aujourd'hui Chongqing), grand centre commercial au bord du fleuve Bleu à l'époque d'environ 300 000 habitants. Le vicariat compte dans les années 1860 une dizaine de prêtres chinois et neuf prêtres français sous la direction pastorale de Mgr Desflèches. Cette période connaît des vagues de persécutions, mais la France est confirmée dans son statut de puissance protectrice des missions en 1860 et les chrétiens chinois obtiennent la reconnaissance de leurs droits civils par leur pays. Il reçoit le P. Évariste Huc et plus tard dans son évêché l'expédition de Francis Garnier dont les membres viennent s'y reposer quelques jours en chemin vers l'Indochine, avec le cercueil d'Ernest Doudart de Lagrée, mort récemment. Les membres de l'expédition et leurs gardes annamites doivent affronter des démonstrations d'hostilité de la foule. La Société des Missions étrangères de Paris avait obtenu des mandarins chinois en 1860 ce terrain de Tchongking, en dédommagement des missions précédentes dévastées. Mgr Desflèches y fait construire tout autour de hauts murs pour protéger la mission. Cependant d'autres vagues anti-chrétiennes provoquent des troubles graves : le père Eyraud est emprisonné et les pères Mabileau et Rigaud sont assassinés à You-yang ; les pères Hué et Tay sont tués à Kien-kiang en 1873. La mission de Kiang-pé, avec son village chrétien est ravagée, le 8 mars 1876. Mgr Desflèches est accusé par les autorités chinoises du Setchouan d'ingérence dans les affaires temporelles chinoise et fait l'objet en 1877 et 1878 de courriers demandant au gouvernement français représenté par Brenier de Montmorand son départ de Chine. Mgr Desflèches tente de se disculper à Rome et à Paris, mais finalement le père Coupat est nommé coadjuteur de Mgr Desflèches en 1882 et lui succède en 1883.
Mgr Desflèches participe à Rome au concile Vatican I en 1870, où il est assisté de Mgr Xavier Barbier de Montault. Il est membre de la Sacrée Congrégation de la Propagande de la Foi. Il devient archevêque titulaire de Claudiopolis-en-Honoriade (de) en 1883 et prend sa retraite le 11 février 1883. Il se retire au sanatorium des missions étrangères de Hyères en 1885, puis à la maison de retraite des Missions étrangères de Montbeton, où il meurt en 1887.